# Colorado General Assembly

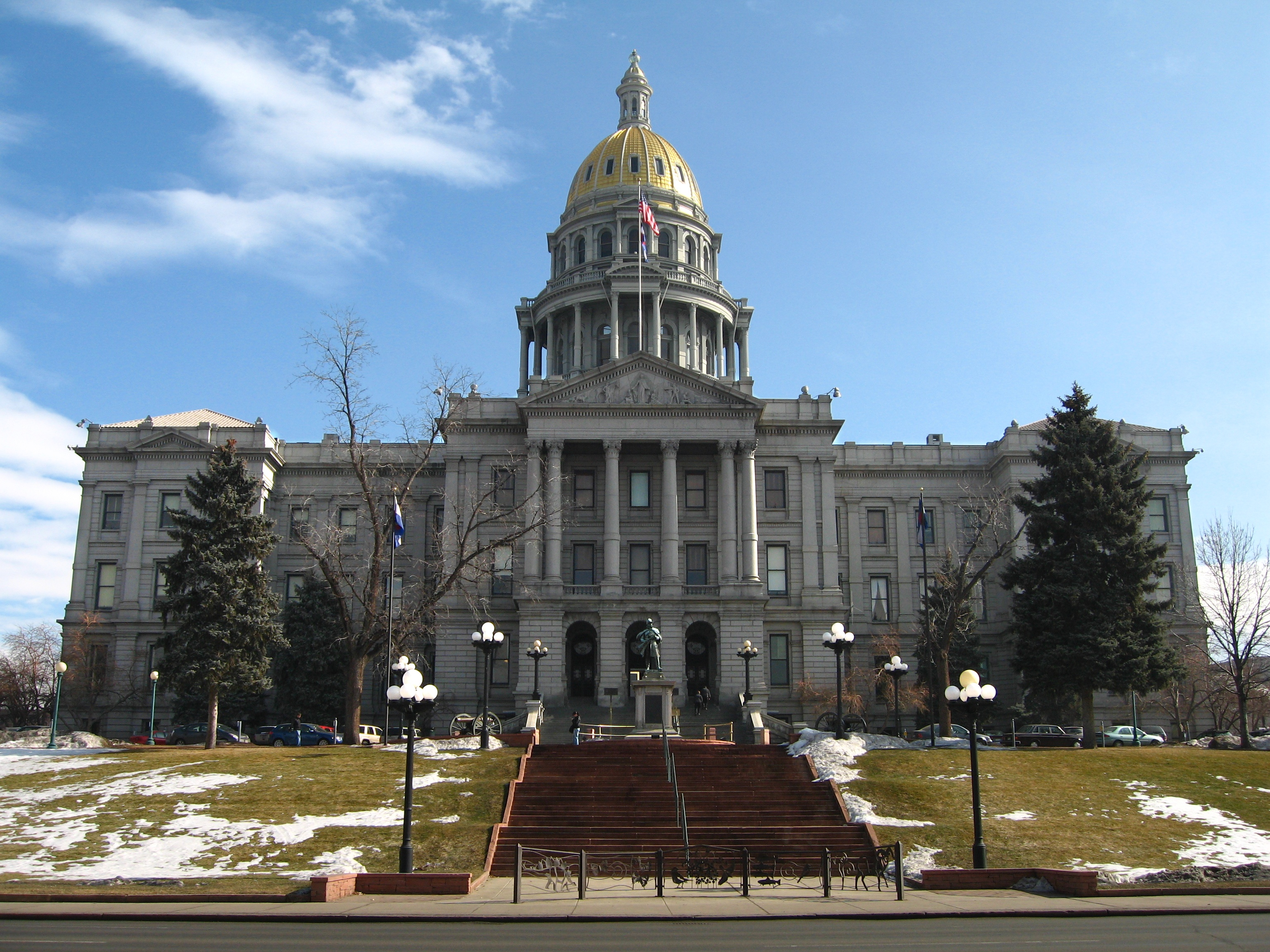
Die General Assembly tagt im Colorado State Capitol

Die Colorado General Assembly ist die State Legislature und damit die Legislative des US-Bundesstaats Colorado und wurde durch die staatliche Verfassung 1876 geschaffen. Sie besteht aus dem Repräsentantenhaus von Colorado, das als Unterhaus fungiert, sowie dem Senat von Colorado als Oberhaus. Die State Legislature tagt im Colorado State Capitol in Denver, das auch Sitz des Gouverneurs und seines Stellvertreters ist.
Das Repräsentantenhaus besteht aus 65 Mitgliedern, der Senat aus 35. Das Repräsentantenhaus wird für zwei Jahre gewählt. Die Amtszeit der Senatoren beträgt vier Jahre, jeweils die Hälfte des Senats wird gleichzeitig mit dem Repräsentantenhaus gewählt. Der Wahltag fällt mit dem des Bundeskongresses zusammen.
Wählbar sind US-Bürger, die seit mindestens einem Jahr in Colorado leben. Das Mindestalter beträgt 25 Jahre für beide Häuser.